# 莱茵河畔埃尔特维勒
莱茵河畔埃尔特维勒（德語：Eltville am Rhein，發音：[ˈɛltvɪlə ʔam ˈʁaɪn]），简称埃尔特维勒（德語：Eltville，發音：[ˈɛltvɪlə] ⓘ），是德国黑森州达姆施塔特行政区莱茵高-陶努斯县的城市，面积46.77平方千米，2023年12月31日人口为17,040人。

## 友好城市
- 法國 蒙特里沙尔（今蒙特里沙尔-瓦勒德谢尔）
- 法國 阿尔藏斯
- 義大利 特拉西梅诺湖畔帕西尼亚诺